# Yihe, Guangdong
Yihe är en köping i sydöstra Kina. Den ligger i Dongyuan härad i staden Heyuan i provinsen Guangdong, omkring 180 kilometer nordost om provinshuvudstaden Guangzhou. Antalet invånare är 14 065. Befolkningen består av 6 829 kvinnor och 7 236 män. Barn under 15 år utgör 22,0 %, vuxna 15-64 år 66 %, och äldre över 65 år 11,0 %.